# Campeonato Mundial de Triatlón de 2010
El XXII Campeonato Mundial de Triatlón fue una serie de siete competiciones donde la Gran Final se celebró en Budapest (Hungría) entre el 8 y el 12 de septiembre de 2010. Fue realizado bajo la organización de la Unión Internacional de Triatlón (ITU).
En la Gran Final, los 1,5 km de natación se efectuaron en las aguas de la bahía Lágymányosi (un pequeño entrante del río Danubio), los 40 km de bicicleta y los 10 km de carrera se desarrollaron en un circuito urbano de la capital húngara. 

## Etapas
| Fecha                 | Lugar                  | Tipo       |
| --------------------- | ---------------------- | ---------- |
| 11 de abril           | Sídney ( Australia)    | Estándar   |
| 8 de mayo             | Seúl ( Corea del Sur)  | Estándar   |
| 5 – 6 de junio        | Madrid ( España)       | Estándar   |
| 17 – 18 de julio      | Hamburgo ( Alemania)   | Estándar   |
| 24 – 25 de julio      | Londres ( Reino Unido) | Estándar   |
| 14 – 15 de agosto     | Kitzbühel ( Austria)   | Estándar   |
| 11 – 12 de septiembre | Budapest ( Hungría)    | Gran Final |

## Resultados

### Medallistas
| Evento            | Oro                                     | Plata                                  | Bronce                               |
| ----------------- | --------------------------------------- | -------------------------------------- | ------------------------------------ |
| Masculino (11.09) | Javier Gómez Noya · España · 3.789 pts. | Steffen Justus · Alemania · 3.139 pts. | Brad Kahlefeldt Australia 3.112 pts. |
| Femenino (12.09)  | Emma Moffatt Australia 3.806 pts.       | Nicola Spirig · Suiza · 3.413 pts.     | Lisa Nordén · Suecia · 3.390 pts.    |

### Masculino
| Evento    | Oro                           | Plata                         | Bronce                    |
| --------- | ----------------------------- | ----------------------------- | ------------------------- |
| Sídney    | Bevan Docherty Nueva Zelanda  | Alexandr Briujankov · Rusia   | David Hauss Francia       |
| Seúl      | Jan Frodeno · Alemania        | Courtney Atkinson Australia   | Brad Kahlefeldt Australia |
| Madrid    | Alistair Brownlee Reino Unido | Courtney Atkinson Australia   | Sven Riederer · Suiza     |
| Hamburgo  | Javier Gómez Noya · España    | Jan Frodeno · Alemania        | Timothy Don Reino Unido   |
| Londres   | Javier Gómez Noya · España    | Jonathan Brownlee Reino Unido | Jan Frodeno · Alemania    |
| Kitzbühel | Stuart Hayes Reino Unido      | Javier Gómez Noya · España    | Jan Frodeno · Alemania    |
| Budapest  | Alistair Brownlee Reino Unido | Javier Gómez Noya · España    | Steffen Justus · Alemania |

### Femenino
| Evento    | Oro                     | Plata                       | Bronce                      |
| --------- | ----------------------- | --------------------------- | --------------------------- |
| Sídney    | Bárbara Riveros · Chile | Andrea Hewitt Nueva Zelanda | Emma Moffatt Australia      |
| Seúl      | Daniela Ryf · Suiza     | Bárbara Riveros · Chile     | Emma Moffatt Australia      |
| Madrid    | Nicola Spirig · Suiza   | Emmie Charayron Francia     | Helen Jenkins Reino Unido   |
| Hamburgo  | Lisa Nordén · Suecia    | Emma Moffatt Australia      | Aileen Morrison Irlanda     |
| Londres   | Paula Findlay · Canadá  | Nicola Spirig · Suiza       | Helen Jenkins Reino Unido   |
| Kitzbühel | Paula Findlay · Canadá  | Lisa Nordén · Suecia        | Andrea Hewitt Nueva Zelanda |
| Budapest  | Emma Snowsill Australia | Emma Moffatt Australia      | Nicola Spirig · Suiza       |

## Medallero
| Núm. | País      | Oro | Plata | Bronce | Total |
| ---- | --------- | --- | ----- | ------ | ----- |
| 1    | Australia | 1   | 0     | 1      | 2     |
| 2    | España    | 1   | 0     | 0      | 1     |
| 3    | Alemania  | 0   | 1     | 0      | 1     |
| 3    | Suiza     | 0   | 1     | 0      | 1     |
| 5    | Suecia    | 0   | 0     | 1      | 1     |
|      | TOTAL     | 2   | 2     | 2      | 6     |